# Avenue Bertie-Albrecht
L’avenue Bertie-Albrecht est une voie du 8e arrondissement de Paris. 

## Situation et accès
Elle commence au 14, rue Beaujon et se termine au 29, avenue Hoche.

## Origine du nom
Cette voie rend honneur à Bertie Albrecht (1893-1943), patriote de confession protestante, incarcérée à la prison de Fresnes pour fait de Résistance, et qui se suicida dans sa cellule à Fresnes.

## Historique
La voie a été ouverte en 1908 sous le nom d’« avenue du Parc-Monceau » sur l'emplacement du couvent des sœurs augustines dites chanoinesses régulières de la congrégation Notre-Dame, fermé en 1906 à la suite de la séparation des Églises et de l'État et démoli peu après.
En 1944, la voie a été rebaptisée « avenue Bertie-Albrecht ».

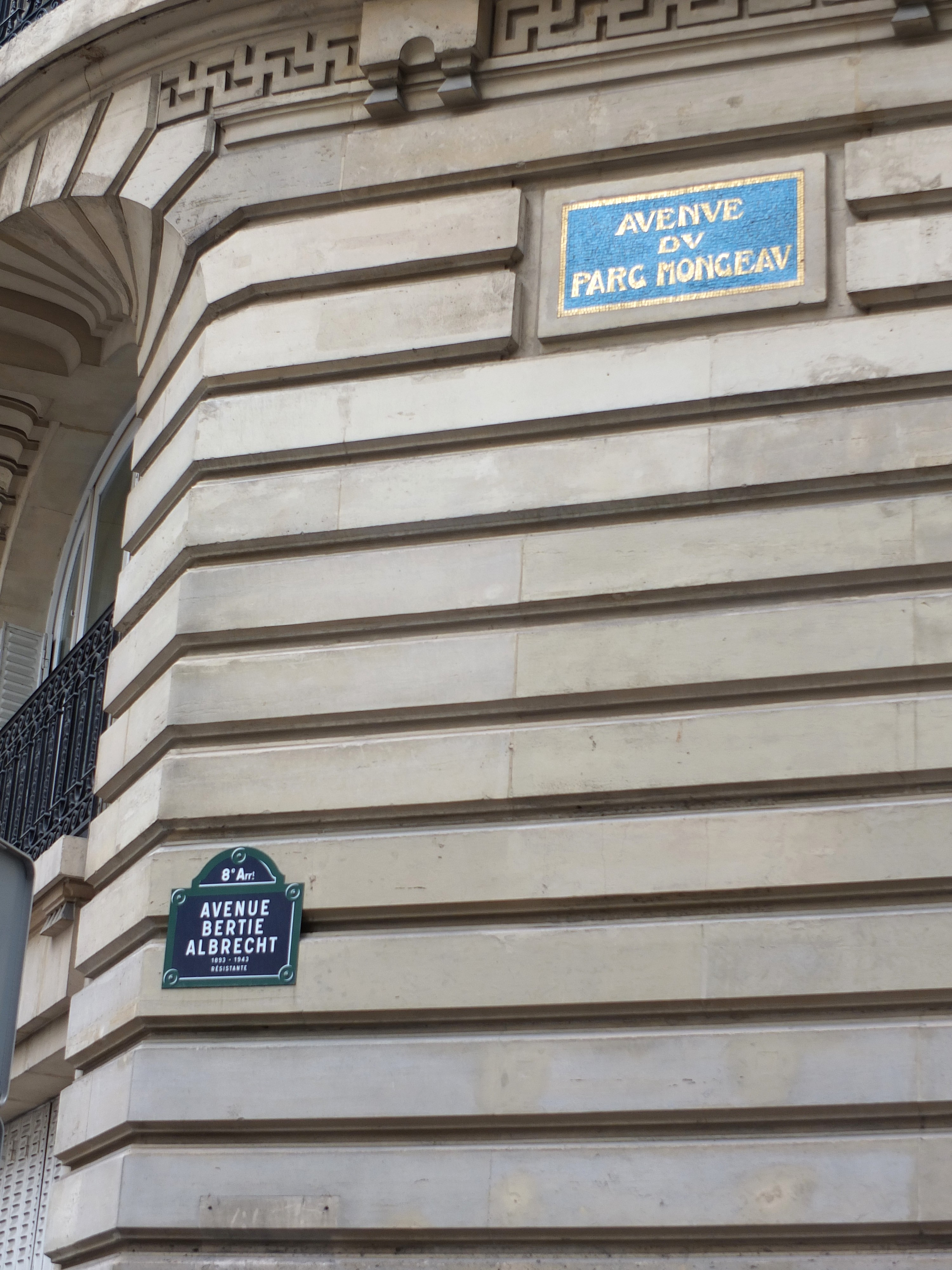
Ancienne et nouvelle plaque de l'avenue.